# Józef Skalski (inżynier górnictwa)
Józef Skalski (ur. 29 października 1797 w Ołudzy, zm. 1 maja 1866 w Suwałkach) – polski inżynier górnictwa, geometra, inżynier gubernialny. Absolwent Szkoły Akademiczno-Górniczej w Kielcach. Syn Franciszka Skalskiego herbu Suchekomnaty i Tekli z Ruszkowskich.

## Życiorys
Od 1817 pracował jako urzędnik w Głównej Dyrekcji Górniczej w Kielcach. W 1820 wykonał pomiary i plany zakładów w Białogonie. W 1823 został absolwentem Szkoły Akademiczno-Górniczej w stopniu inż. górniczego. Od czerwca 1824 pracował w Dozorstwie Górniczym w Miedzianej Górze, od 1828 jako markszajder a od 1831 jako inżynier. Za udział w powstaniu listopadowym został skazany i zesłany na 2-letnią przymusową służbę w górnictwie w guberni wiackiej (ok. 2300 km od Kielc). W lipcu 1833 rozpoczął obowiązki inż. w zakładach w Maleńcu. Od stycznia 1834 został inżynierem obwodu kieleckiego. Od 1844 do 1845 pełnił funkcję inżyniera drogowego Okręgu Wschodniego z siedzibą w Suchedniowie. Drugim inżynierem guberni radomskiej stał się w 1845 po połączeniu gub. kieleckiej i sandomierskiej. W 1852 przeprowadził się do Suwałk jako inżynier gubernialny guberni augustowskiej.
9 maja 1830 poślubił Marię (Mariannę) z domu Łoś vel Bielicka, której bratankiem był Jan Nepomucen Łoś. Małżeństwo doczekało się siedmiorga synów i trzech córek. Trójka zmarła w dzieciństwie. Trzej synowie byli urzędnikami gubernialnymi Królestwa Polskiego, jeden - urzędnikiem Banku Polskiego w Warszawie i spoczywają na cmentarzu Powązkowskim w Warszawie. Miejsce grobu pozostałego syna i córki jest nieznane. Nazwisko przetrwało do czasów współczesnych tylko w jednej linii potomstwa.